# Equipo Alemán Unificado en los Juegos Olímpicos
El Equipo Alemán Unificado (en alemán: Gesamtdeutsche Mannschaft) fue la denominación que el Comité Olímpico Internacional (COI) usó para el equipo olímpico formado por atletas de la RFA (Alemania Occidental) y de la RDA (Alemania Oriental), que compitieron conjuntamente entre 1956 y 1964. Estuvo representado por el Comité Olímpico Alemán y el Comité Olímpico Nacional de la RDA, ambos miembros del COI. Antes de 1956, los deportistas alemanes compitieron como Alemania (GER), y posteriormente, de 1968 a 1988, bajo las banderas de Alemania Occidental (FRG) y Alemania Oriental (GDR).
Participó en 3 ediciones de los Juegos Olímpicos de Verano, de Melbourne 1956 a Tokio 1964, obteniendo un total de 118 medallas: 28 de oro, 54 de plata y 36 de bronce.
En los Juegos Olímpicos de Invierno participó en 3 ediciones, de Cortina d'Ampezzo 1956 a Innsbruck 1964, consiguiendo un total de 19 medallas: 8 de oro, 6 de plata y 5 de bronce.

## Historia
El equipo se formó en la época en que coexistieron las dos Alemanias, durante el período la Guerra Fría. Debido a esta situación, el Comité Olímpico Internacional (COI) decretó en 1952 que a posteriori los dos estados alemanes deberían competir en un equipo unificado. Hasta 1959 el Equipo Alemán Unificado utilizó la bandera tradicional alemana, que a la postre era el mismo emblema nacional empleado por las dos Alemanias. Pero ese año la situación cambió cuando la RDA adoptó una nueva bandera, por lo que el COI forzó la adopción de una nueva bandera neutral, con los cinco aros olímpicos en el centro.
En los juegos de 1956, 1960 y 1964 el equipo fue conocido simplemente como "Alemania" y fue empleado habitualmente el código de país GER (de "Germany" en inglés), excepto durante los juegos de Inssbruck 1964, cuando los anfitriones austríacos emplearon la letra "D" de Deutschland para referirse al país en el idioma alemán. A pesar de esta cooperación deportiva entre los dos países, desde 1964 cada estado organizó su propio equipo olímpico y a partir de entonces acudieron por separado, situación que se mantuvo hasta la reunificación de Alemania en 1990.
En los Juegos Olímpicos de Invierno de 1968 los atletas alemanes occidentales y orientales participaron como equipos separados aunque todavía mantuvieron el compromiso de seguir empleando la bandera olímpica alemana y el himno de Beethoven. La separación se vio completada durante los Juegos Olímpicos de 1972 con el empleo de banderas e himnos distintos.

## Medalleros

### Por edición
| Evento         | Oro | Plata | Bronce | Total |
| -------------- | --- | ----- | ------ | ----- |
| Melbourne 1956 | 6   | 13    | 7      | 26    |
| Roma 1960      | 12  | 19    | 11     | 42    |
| Tokio 1964     | 10  | 22    | 18     | 50    |
| TOTAL          | 28  | 54    | 36     | 118   |

| Evento                 | Oro | Plata | Bronce | Total |
| ---------------------- | --- | ----- | ------ | ----- |
| Cortina d'Ampezzo 1956 | 1   | 0     | 1      | 2     |
| Squaw Valley 1960      | 4   | 3     | 1      | 8     |
| Innsbruck 1964         | 3   | 3     | 3      | 9     |
| TOTAL                  | 8   | 6     | 5      | 19    |

### Por deporte
| Evento              | Oro | Plata | Bronce | Total |
| ------------------- | --- | ----- | ------ | ----- |
| Atletismo           | 4   | 18    | 8      | 30    |
| Boxeo               | 1   | 3     | 2      | 6     |
| Ciclismo            | 1   | 4     | 2      | 7     |
| Deportes ecuestres  | 5   | 5     | 4      | 14    |
| Esgrima             | 1   | 1     | 2      | 4     |
| Fútbol              | 0   | 0     | 1      | 1     |
| Gimnasia            | 1   | 1     | 1      | 3     |
| Hockey sobre hierba | 0   | 0     | 1      | 1     |
| Judo                | 0   | 1     | 1      | 2     |
| Lucha               | 1   | 5     | 3      | 9     |
| Natación            | 1   | 5     | 6      | 12    |
| Piragüismo          | 4   | 5     | 2      | 11    |
| Remo                | 4   | 4     | 1      | 9     |
| Saltos              | 3   | 1     | 0      | 4     |
| Tiro                | 1   | 0     | 1      | 2     |
| Vela                | 1   | 1     | 1      | 3     |
| TOTAL               | 28  | 54    | 36     | 118   |

| Evento                | Oro | Plata | Bronce | Total |
| --------------------- | --- | ----- | ------ | ----- |
| Combinada nórdica     | 1   | 0     | 1      | 2     |
| Esquí alpino          | 2   | 1     | 2      | 5     |
| Luge                  | 2   | 2     | 1      | 5     |
| Patinaje artístico    | 1   | 2     | 0      | 3     |
| Patinaje de velocidad | 1   | 1     | 0      | 2     |
| Salto en esquí        | 1   | 0     | 1      | 2     |
| TOTAL                 | 8   | 6     | 5      | 19    |